# عصبون الشبكية ثنائي القطب
عصبونات الشبكية ثنائية القطب هي عصبونات ثنائية القطب موجودة في شبكية العين تقع بين مستقبلات الضوء (العصوية والمخروطية) وبين عصبونات الشبكية، وتعمل بشكل مباشر أو غير مباشر على نقل الإشارات من مستقبلات الضوء إلى عصبونات الشبكية.

## التركيب
شُميت العصبونات الثنائية القطب بهذا الاسم لأنها تحتوي على جسم مركزي ينبثق منه فرعين يمكنهما أن يتشابكا مع الخلايا العصوية أو المخروطية، كما يستقبل الفرعان مشابك عصبية من الخلايا الأفقية الشبكية، وتقوم العصبونات ثنائية القطب بنقل الإشارات من المستقبلات الضوئية أو الخلايا الأفقية وتمررها إلى عصبونات الشبكية بشكل مباشر أو غير مباشر (عبر خلايا أماكرين)، وعلى العكس من معظم العصبونات فإن العصبونات الثنائية القطب تنقل الاشارات العصبية عبر الجهد الغشائي بدلاً من جهد الفعل.

## الوظيفة
تتلقى العصبونات ثنائية القطب الاشارات العصبية (المدخلات) من الخلايا العصوية والمخروطية، وهناك ما يقرب من 10 أشكال مميزة من العصبونات المخروطية الثنائية القطب، إلا أنه لا يوجد إلا عصبون عصوي واحد وذلك بسبب تأخر وصول الخلايا العصوية أثناء التاريخ التطوري.
تقوم الخلية المستقبلة للضوء (العصوية أو المخروطية) أثناء الظلام بإطلاق حمض الجلوتاميك، الذي يوقف (بفرط الاستقطاب) العصوبات الثنائية القطبية العاملة، ويحفز (بزوال الاستقطاب) العصبونات الثنائية القطبية الخاملة. أما أثناء النور فإن الضوء يصيب المستقبلات الضوئية مما يتسبب في تثبيطها (بفرط الاستقطاب) بسبب تنشيط الأوبسين، مما يولد طاقة لتنشيط المستقبلات المرتبطة ببروتين G وتنشيط إنزيم فوسفودايستراز.